# 島根県道・広島県道115号波佐芸北線
島根県道・広島県道115号波佐芸北線（しまねけんどう・ひろしまけんどう115ごう はざげいほくせん）は、島根県浜田市から広島県山県郡北広島町に至る一般県道である。

## 概要
島根県浜田市金城町波佐から広島県山県郡北広島町西八幡原に至る。

### 路線データ
- 起点：島根県浜田市金城町波佐（国道186号交点）
- 終点：広島県山県郡北広島町西八幡原（国道191号交点）

## 地理

### 通過する自治体
- 島根県
  - 浜田市
- 広島県
  - 山県郡北広島町

### 交差する道路
| 交差する道路            | 都道府県名 | 市町村名 | 市町村名 | 交差する場所 | 交差する場所 |
| ----------------------- | ---------- | -------- | -------- | ------------ | ------------ |
| 国道186号               | 広島県     | 浜田市   | 浜田市   | 金城町波佐   | 起点         |
| 島根県道307号波佐匹見線 | 広島県     | 浜田市   | 浜田市   | 金城町波佐   |              |
| 広島県道307号八幡雲耕線 | 広島県     | 山県郡   | 北広島町 | 西八幡原     |              |
| 国道191号               | 広島県     | 山県郡   | 北広島町 | 西八幡原     | 終点         |

### 沿線
- エクス和紙の館
- 浜田市立波佐小学校
- 八幡高原191スキー場

### 峠
- 島根県
  - 木束峠（浜田市 - 広島県山県郡北広島町）